# Heliophorus rufa
Heliophorus rufa är en fjärilsart som beskrevs av Riley 1929. Heliophorus rufa ingår i släktet Heliophorus och familjen juvelvingar. Inga underarter finns listade i Catalogue of Life.